# CYP2E1
El citocromo  P450 2E1 (abreviado  CYP2E1,) es miembro del sistema oxidasa de función mixta citocromo P450, que participa en el metabolismo de xenobióticos en el cuerpo. Aunque está solo involucrado enzimáticamente en el metabolismo oxidativo de un pequeño rango de sustratos (la mayoría moléculas polares pequeñas), se sabe que existen muchas interacciones medicamentosas importantes mediadas por el CYP2E1. Puede que esté asociada con la aparición de riesgos de leucemia infantil.

## Regulación
Dentro del primer día del nacimiento, el gen CYP2E1 del hígado de ratones se activa transcripcionalmente. La expresión de CYP2E1 se puede inducir con facilidad. Parece ser que existen dos etapas de inducción, un mecanismo post-traducción para aumentar la estabilidad proteica a bajos niveles de etanol y una inducción transcripcional adicional para altos niveles de etanol.

## Bioquímica
El CYP 2E1 representa un 5% de la actividad citocromo P450 del hígado. Está involucrado en el metabolismo de carcinógenos, es inhibido por disulfiram y la isoniazida al inicio de la terapia y es inducido por la isoniazida en el uso prolongado, el licor y la obesidad.
Sustratos
La siguiente es una tabla de sustratos seleccionados de CYP2E1. Donde los tipos de agentes son enlistados, puede haber excepciones entre cada tipo. 
| Sustratos                                                                        |
| -------------------------------------------------------------------------------- |
| - Anestesicos: - Halotano - Enflurano - Isoflurano - Metoxiflurano - Sevoflurano |
| - Paracetamol                                                                    |
| - Etanol                                                                         |
| - Sustancias industriales: - Anilina - Benceno - N,N-dimetilformanida            |
| - Teofilina (metabolito activo del café)                                         |